# Federico Pérez
Federico Pérez (Montevidéu, 23 de janeiro de 1986) é um futebolista uruguaio que atua como zagueiro. Atualmente está no River Plate do Uruguai. 